# Création de la vie à partir d'argile

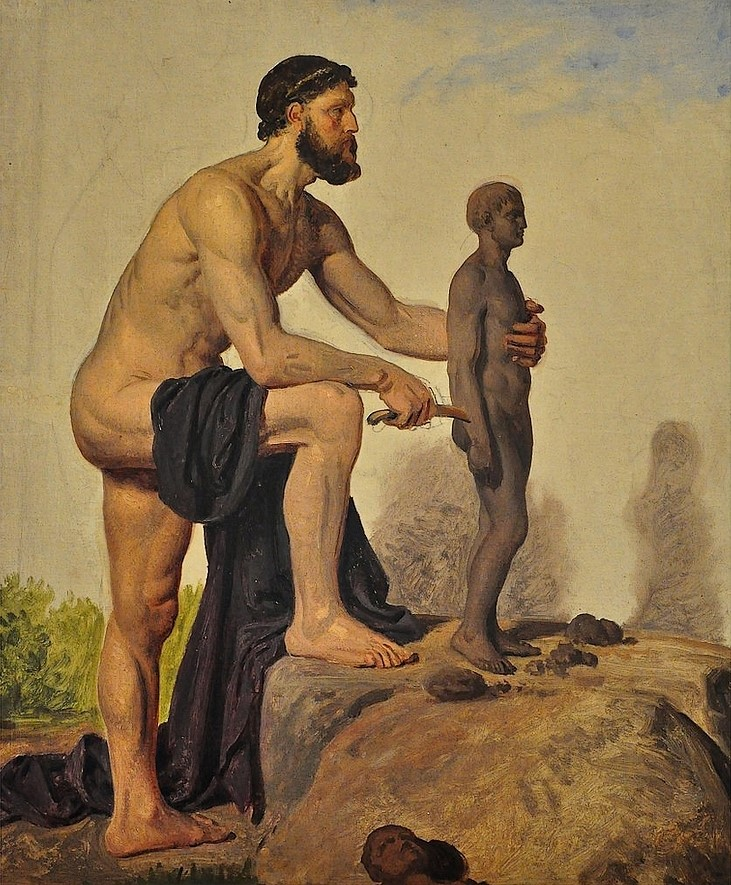
" Prométhée créant l'homme à partir de l'argile" de Constantin Hansen

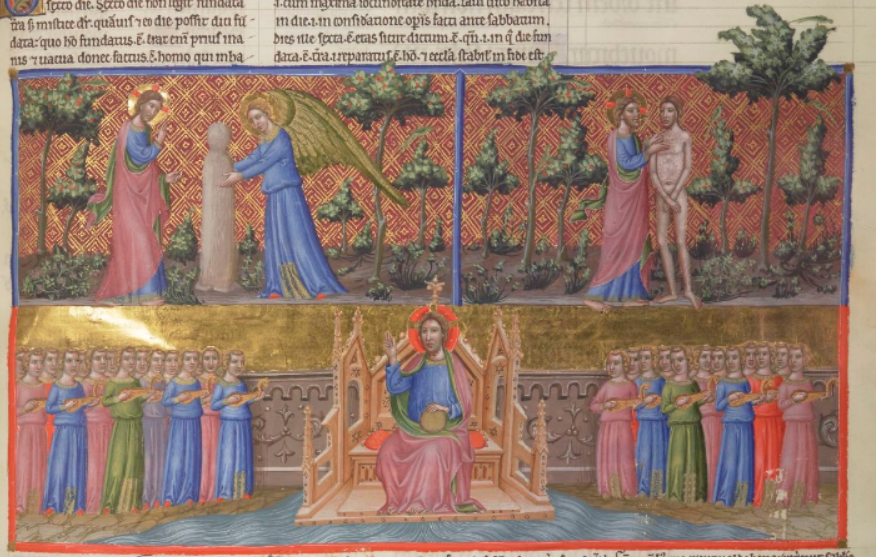
Création d'Adam à partir d'un bloc d'argile dans le Grand Psautier de Canterbury

 (octobre 2021).
La mise en forme du texte ne suit pas les recommandations de Wikipédia : il faut le « wikifier ».
Les points d'amélioration suivants sont les cas les plus fréquents. Le détail des points à revoir est peut-être précisé sur la page de discussion.
- Les titres sont pré-formatés par le logiciel. Ils ne sont ni en capitales, ni en gras.
- Le texte ne doit pas être écrit en capitales (les noms de famille non plus), ni en gras, ni en italique, ni en « petit »…
- Le gras n'est utilisé que pour surligner le titre de l'article dans l'introduction, une seule fois.
- L'italique est rarement utilisé : mots en langue étrangère, titres d'œuvres, noms de bateaux, etc.
- Les citations ne sont pas en italique mais en corps de texte normal. Elles sont entourées par des guillemets français : « et ».
- Les listes à puces sont à éviter, des paragraphes rédigés étant largement préférés. Les tableaux sont à réserver à la présentation de données structurées (résultats, etc.).
- Les appels de note de bas de page (petits chiffres en exposant, introduits par l'outil «  Source ») sont à placer entre la fin de phrase et le point final[comme ça].
- Les liens internes (vers d'autres articles de Wikipédia) sont à choisir avec parcimonie. Créez des liens vers des articles approfondissant le sujet. Les termes génériques sans rapport avec le sujet sont à éviter, ainsi que les répétitions de liens vers un même terme.
- Les liens externes sont à placer uniquement dans une section « Liens externes », à la fin de l'article. Ces liens sont à choisir avec parcimonie suivant les règles définies. Si un lien sert de source à l'article, son insertion dans le texte est à faire par les notes de bas de page.
- La présentation des références doit suivre les conventions bibliographiques. Il est recommandé d'utiliser les modèles {{Ouvrage}}, {{Chapitre}}, {{Article}}, {{Lien web}} et/ou {{Bibliographie}}. Le mode d'édition visuel peut mettre en forme automatiquement les références.
- Insérer une infobox (cadre d'informations à droite) n'est pas obligatoire pour parachever la mise en page.

Pour une aide détaillée, merci de consulter Aide:Wikification.
Si vous pensez que ces points ont été résolus, vous pouvez retirer ce bandeau et améliorer la mise en forme d'un autre article.

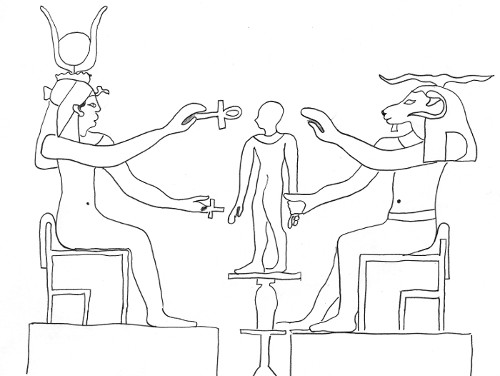
Khnum (à droite) est un dieu créateur qui forme les humains et les dieux à partir d'argile. Ici, Isis (à gauche) leur insuffle la vie.

La création de la vie à partir d'argile est un thème récurrent du créationnisme apparaissant au sein de la mythologie, la littérature et de certaines théories modernes.

## Religion et folklore
- Selon le Coran 23:12[1],[2], Dieu créa l'homme à partir d'argile.
- Dans le folklore juif, un golem (en hébreu : גולם) est un être anthropomorphe animé qui est entièrement créé à partir de matière inanimée, généralement de l'argile ou de la boue.
- Dans la mythologie sumérienne, les dieux Enki ou Enlil créent un serviteur des dieux, l'humain, à partir d'argile et de sang (voir Enki et la création de l'homme ). Dans une autre histoire sumérienne, Enki et Ninmah créent des humains à partir de l'argile de l'Abzu, l'eau douce du monde souterrain. Ils se relaient pour créer et décider du sort (destin) des humains[3].
- Selon la mythologie égyptienne, le dieu Khnoum crée des enfants humains à partir d'argile avant de les placer dans le ventre de leur mère[4],[5].
- Dans la mythologie grecque, d'après le Pseudo-Apollodore [6] Prométhée modela les hommes à partir d'eau et de terre. Près de la ville de Panopeus, l'argile utilisée restante était prétendument toujours présente dans les temps historiques sous la forme de deux roches de la taille d'un chariot qui avaient le parfum du corps humain[7],[8]. Les mythes sur Prométhée ont été inspirés par les mythes du Proche-Orient sur Enki[9].
- Dans la mythologie zoroastrienne, d'abord le bœuf primordial, Gavaevodata, puis l'humain primordial, Gayomart sont créés à partir de boue par la divinité suprême Ahura Mazda.
- Dans l'épopée de Gilgamesh, Enkidu est créé par la déesse Aruru à partir d'argile pour être le partenaire de Gilgamesh.
- Selon la mythologie chinoise (voir Chu Ci et Lectures impériales de l'ère Taiping ), Nüwa a modelé des silhouettes à partir de la terre jaune, leur donnant la vie et la capacité de porter des enfants[10].
- Dans l'épopée babylonienne de la création Enuma Elish, la déesse Ninhursag a créé les humains à partir d'argile.
- Selon la mythologie hindoue, la mère de Ganesh - Parvati - a fabriqué Ganesh à partir d'argile et a transformé l'argile en chair et en sang.
- Selon certaines religions populaires laotiennes, il existe des histoires d'humains créés à partir de boue ou d'argile.
- Dans la tradition hawaïenne, le premier homme était composé d'eau boueuse et son homologue féminin était tiré de ses parties latérales (l'histoire peut être partiellement ou entièrement christianisée)[11].
- La culture Yoruba soutient que le dieu Obatala, de même, a créé la race humaine à partir d'argile.
- Selon Genèse 2:7 "L'Eternel Dieu forma l'homme de la poussière de la terre, il souffla dans ses narines un souffle de vie et l'homme devint un être vivant.".
- Le peuple maori croit que Tāne Mahuta, dieu de la forêt, a créé la première femme en argile et lui a insufflé la vie.
- Selon la mythologie inca, le dieu créateur, Viracocha, a formé des humains à partir d'argile lors de sa deuxième tentative de créer des créatures vivantes[12].
- Dans la culture nordique, les humains sont fabriqués à partir de sable présents dans des troncs d'arbres[13].
- Dans le récit coréen Seng-gut, les humains sont créés à partir d'argile rouge.
- Selon les croyances de certains Amérindiens, le faiseur de terre a façonné la silhouette de nombreux hommes et femmes, qu'il a séchés au soleil et auxquels il a insufflé la vie[14].

## Dans la science
(octobre 2021).
- Si vous ne connaissez pas le sujet, laissez ce bandeau (vous pouvez alors contacter les auteurs).
- Si vous supprimez le contenu mis en cause (vous pouvez préalablement contacter les auteurs),

argumentez précisément cette suppression dans la page de discussion
(un manque de référence n'est pas un argument ; une recherche réelle de référence doit avoir été effectuée, être formellement documentée).
- Le rôle des minéraux argileux dans l'abiogenèse a été suggéré dans un article de 2013 intitulé Clay Minerals and the Origin of Life Il est cependant à noter qu'il relève encore de la théorie[15].
- La théorie la plus acceptée est celle d'Oparin-Haldane qui suppose la production de molécules organiques sur la Terre primitive, une Soupe primordiale, suivie de réactions chimiques qui ont produit une complexité organique croissante, conduisant finalement à une vie organique capable de se reproduire, de muter et de se sélectionner en utilisant des matières organiques comme nutriments.
- Pour les athéistes et la majorité des scientifiques, l'argile est le plus ancien matériau minéral utilisé par l'homme pour la construction, la poterie, la fabrication de briques, de tablettes pour l'écriture, le façonnage de statuettes, de masques. Ce qui fait donc sens à l'utilisation de ce terme au sein de ces ouvrages.